# Tanaopsis canaipa
Tanaopsis canaipa is een naaldkreeftjessoort uit de familie van de Tanaopsidae. De wetenschappelijke naam van de soort is voor het eerst geldig gepubliceerd in 2008 door Bamber.